# Neuropeltis
Neuropeltis es un género con 18 especies de plantas con flores perteneciente a la familia de las convolvuláceas.

## Taxonomía
El género fue descrito por Nathaniel Wallich y publicado en Flora Indica; or descriptions of Indian Plants 2: 43. 1824. La especie tipo es: Neuropeltis racemosa

## Especies seleccionadas
| - Neuropeltis acuminata - Neuropeltis alnifolia - Neuropeltis aenea - Neuropeltis anomala - Neuropeltis bracteata - Neuropeltis incompta - Neuropeltis indochinensis - Neuropeltis intermedia - Neuropeltis laxiflora | - Neuropeltis maingayi - Neuropeltis malabarica - Neuropeltis ovata - Neuropeltis prevosteoides - Neuropeltis pseudovelutina - Neuropeltis racemosa - Neuropeltis sanguinea - Neuropeltis velutina - Neuropeltis vermoeseni |